# 옥천서원 (순천시)
옥천서원(玉川書院)은 대한민국 전라남도 순천시 옥천동에 있는 조선시대의 서원이다. 1984년 2월 29일 전라남도의 문화재자료 제4호로 지정되었다.

## 개요
조선 연산군 4년(1498) 무오사화 때 희생된 한훤당 김굉필(1454∼1504)을 추모하는 서원이다.
김굉필은 조선 전기의 학자로 어려서부터 김종직에게 학문을 배웠는데, 후에 조선 오현(五賢)의 한 사람으로 불렸으며, 죽은 뒤에는 우의정의 직함을 받기도 하였다.
명종 19년(1564)에 부사 이정이 처음 세웠고, 선조 1년(1568)에 순천부사 김계의 상소로 전라도에서는 처음으로 '옥천서원'이라는 사액을 받았다. 한때 화재로 불탄 것을 1928년 유림들이 다시 지어 오늘에 이른다.
건물 배치는 경현문을 들어서면 강당인 집의당, 내삼문 그리고 사당인 옥천사가 있다. 사당은 앞면 3칸·옆면 1칸 반 규모이며 앞면에 툇마루를 깔아 개방하였다. 지붕은 옆면에서 볼 때 사람 인(人)자 모양인 맞배지붕으로 꾸몄다. 강당은 앞면 3칸·옆면 2칸 규모로 가운데는 대청마루를 깔고 양쪽 문에는 온돌방을 놓았으며 지붕은 맞배지붕이다.

## 같이 보기
- 무오사화
- 김굉필

## 참고 자료
- 옥천서원 - 국가유산청 국가유산포털
- 옥천서원(玉川書院) - 한국서원연합회